# 奥勒市镇
奥勒市镇（瑞典語：Åre kommun）是瑞典耶姆特兰省的一个市镇。其治所位于耶尔彭。
现今的奥勒市镇是在1974年通过合并原奥勒市镇及周边市镇而成的。耶尔彭作为最大的村庄被选为新市镇的治所。

## 画廊

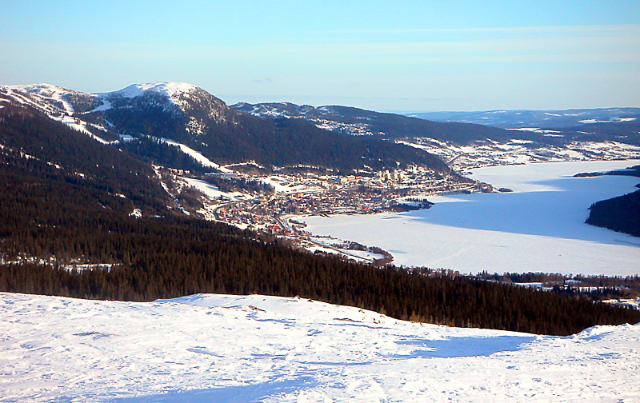
奥勒湖
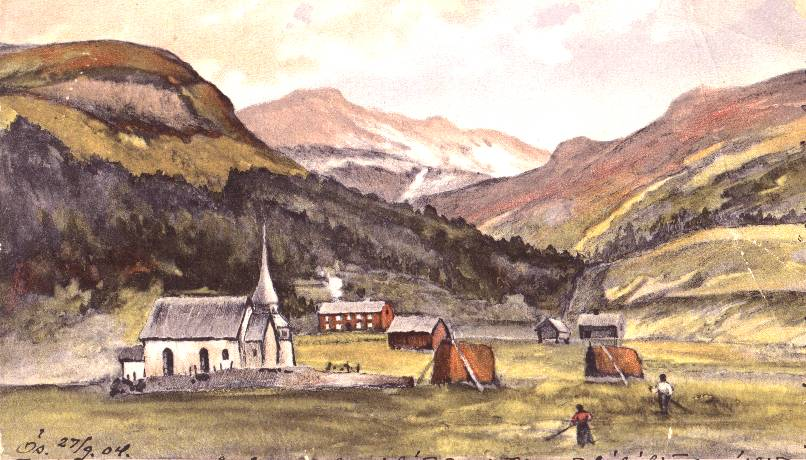
奥勒风光（1904年的明信片）
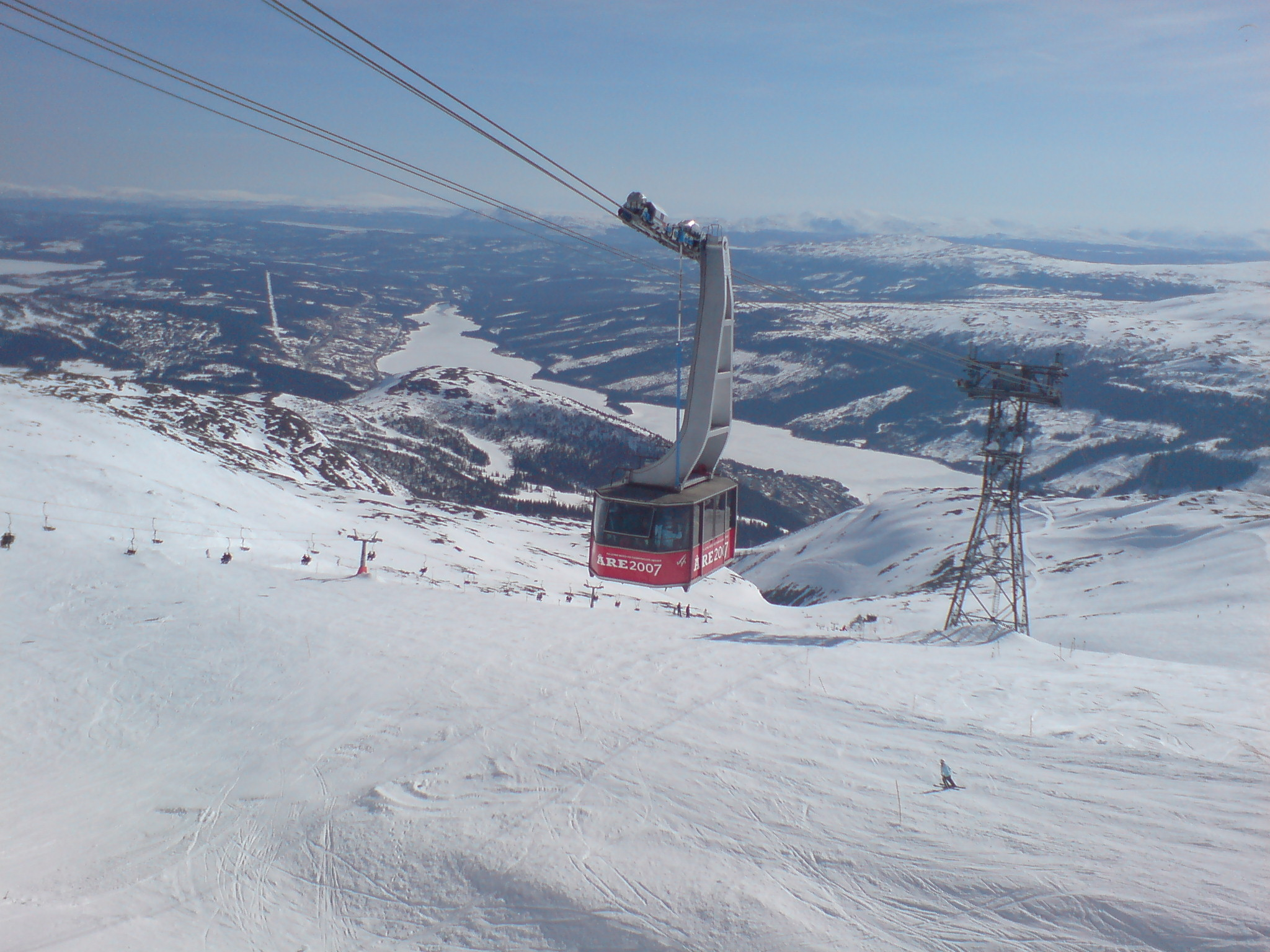
滑雪缆车
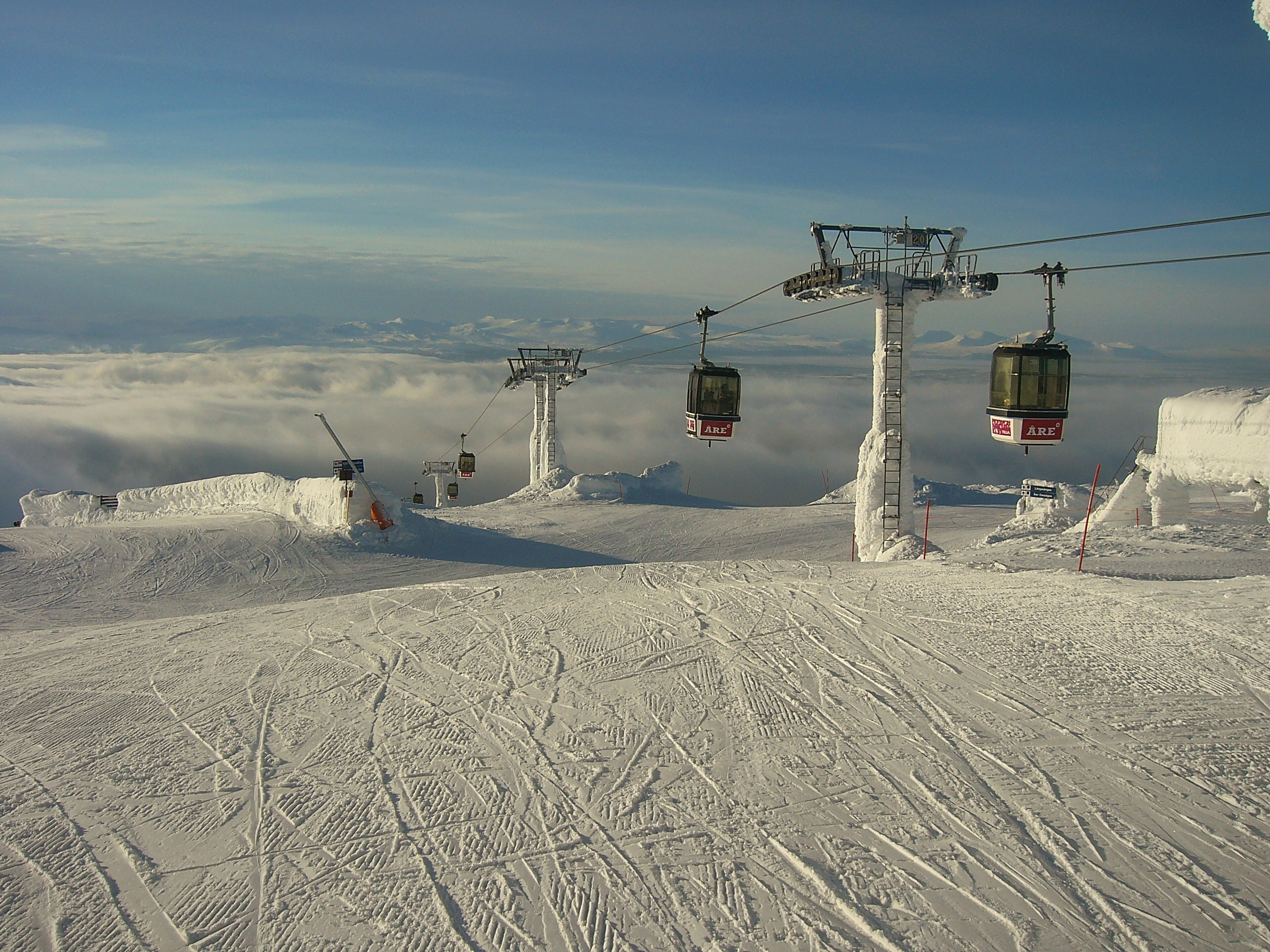
缆车